# سیارک ۲۵۲۵۷
سیارک ۲۵۲۵۷ (به انگلیسی: 25257 Elizmakarron، نامگذاری:1998UF42) بیست و پنج هزار و دویست و پنجاه و هفتمین سیارک کشف شده‌است که در ۲۸ اکتبر ۱۹۹۸ کشف شد.
قدر مطلق سیارک برابر ۱۴.۸ است.